# Apatura krylovi
Apatura krylovi är en fjärilsart som beskrevs av Kurentzov 1932. Apatura krylovi ingår i släktet Apatura och familjen praktfjärilar. Inga underarter finns listade i Catalogue of Life.